# دشتانسر
دشتون سر Dashton sar، روستایی از توابع بخش پره‌سر شهرستان رضوان‌شهر در استان گیلان ایران است.مردم این روستای ییلاقی تالش زبان و از ایل چراج می باشند.

## جمعیت
این روستا در دهستان ییلاقی ارده قرار دارد و براساس سرشماری مرکز آمار ایران در سال ۱۳۸۵، جمعیت آن ۱۴ نفر (۴خانوار) بوده‌است.